# 莫劳尔兰
莫劳尔兰（德語：Molauer Land，意为“莫劳之地”）是德国萨克森-安哈尔特州的一个市镇。总面积33.94平方公里，总人口1139人，其中男性583人，女性556人（2011年12月31日），人口密度34人/平方公里。